# هانز فيرنر جيسمان
هانز فيرنر جيسمان (بالألمانية: Hans-Werner Gessmann)‏ (نشأ في مدينة دويسبورج الألمانية في 24 مارس عام 1950)، وهو طبيب نفسى ألمانى الأصل وأستاذ جامعي في دولة روسيا، ويكون المؤسس والمبتكر لعلم 
السيكودراما (الدراما النفسية الإنسانية).

## نبذة
جيسمان تحصل على الدكتوراه في عام 1976 لعمله على ايجاد عوامل الأسباب لتعسر القراءة.
وفي نفس العام ولأول مرة تم اعتماد استخدام السيكودراما بواسطة التنويم المغناطيسى في سياق الخلل الجنسى، وأيضا أسس وربط السيكودراما بمجال الطب النفسى للأطفال.
وفي أوائل الثمانينيات بدأ جيسمان في إنتاج أفلام وثائقية عن جلسات العلاج النفسى الجماعى المكتملة في الدول الأوروبية.

## حياته العملية
جيسمان هو أحد الباحثون التجريبيون القلائل في مجال السيكودراما وقد نشر ما يفوق 180 مقال خاص عن العلاج النفسى.
وقد واصلت المعايير بحثه بطريقة مضاعفة منذ عام 1996.
ويعتبر جيسمان الكاتب والمؤلف الوحيد المتواجد في منطقة المتحدثين باللغة الألمانية الذين تعاملوا مع هذه القضية نظريا وعلميا بما في ذلك ترجمة نص المصدر المتحدث عن تلك القضية كاملا من اللغة الإنجليزية.
وفي عام 1973 أسس جيسمان معهد العلاج النفسى بير جر هاوستنج PIB الموجود في مدينة دويسبورج الألمانية وبالقرب من مدينة كيربن، ويعتبر هذا المعهد مركز تدريب أوروبى ألمانى وهو متواجد الآن لأكثر من 1500 طبيب نفسى.
وفي عام 1986 أسس جيسمان أول مختبر منزلى ألمانى للنوم.
ومنذ عام 1998 إلى عام 2002 وتحت قيادته تم تدريب عضلة اللسان مع علامة تجارية مسجلة ZMT التي تم تطوريها كعلاج بديل ضد حالات توقف النفس اثناء النوم.
جيسمان طوَر ودرَس السيكودراما (الدراما النفسية الإنسانية) منذ عام 1979 كشكل جديد من اشكال السيكودراما، وأصبح جزء لا يتجزأ من الدراما النفسية الإنسانية.
نقل جيسمان العمل الجماعى وطبيعة البشر إلى مركز العلاج الأخلاقى، الإيمان والحب والأمل وفكرة المجتمع البشرى كل هذا ضرورى وذو مغزى بالنسبة للسيكودراما (الدراما النفسية الإنسانية).
نظرة بديهية للكشف عن الشيء الكامل والمفهوم الجدلى للقطبية (التناقض الكامل) والتخلى عن السلطة المطلقة وإتخاذ تأثير حاسم على صورة وحياة الإنسان.
بصورة ضرورية تمت إعادة تقسيم أهداف وطرق السيكودراما الكلاسيكية ووصفها، وهذا أدى إلى تغببر أساسى في ممارسة السيكودراما بشكل دولى.
يكون جيسمان عضو في الجمعية الأمريكية للعلاج النفسى الجماعى والسيكودراما بالإضافة إلى كونه عضوا في الرابطة الدولية للعلاج النفسى الجماعى والسيكودراما منذ عام 1977.
يقوم جيسمان بتدريس علم النفس الإكلينيكى في كلية علم النفس الإجتماعى بجامعة ولاية كوستروما منذ عام 2007 , وهو أيضا أستاذ علم النفس العام والتنموى في الأكاديمية الحكومية للإدارة الاجتماعية بموسكو.
بعد التمهيد لإختبارات دورات دراسة الطب (اختبار الطب بالعامِية) وفي عام 1986 تمت إعادة بناء وصياغة هذا التدريب عدة مرات بواسطة جيسمان ويتم نشر هذه الدورات التدريبية تحت عنوان Ü-TMS.
في إبريل عام 2011 تم الإعلان على أنه سيكون مدير المركز الدولى لعلم النفس الإكلينيكى والعلاج النفسى (ICCPP) 
في جامعة كوستروما الحكومية مع التركيز على التدريب والبحث في مجال العلاج النفسى وخاصة السيكودراما الإنسانية والعلاج الأسرى النظامى.
منذ فبراير عام 2012 عمل كأستاذاً للعلاج الأسرى النظامى والسيكودراما الإنسانية في جامعة موسكو التربوية النفسية الحكومية (MG PPV).
مع بداية عام 2013 جيسمان أصبح أستاذاً زائراً في جامعة ولاية سمولينيسك وهناك كان يدرٍس علم السيكودراما، 
في نفس العام تلقى جيسمان مكالمة هاتفية من رئيس السيكودراما النفسية بجامعة جنوب شرق في مقاطعة نانجينج ليان واحدة من أقدم الجامعات في الصين.
ويكون جيسمان من أحد أكثر 30 عالماً نفسياً مؤثراً يعملون اليوم، وفي عام 2017 قدَم جيسمان العلاج النفسى الجماعى في أذربيجان لأول مرة، وشارك في هذا الحدث في باكو 141 معالج نفسى من نفس البلد.

## المكافئات
- 2010 : جائزة التواصل الدولى بين روسيا وألمانيا.
- 2010 : جامعة ولاية كوستروما – أستاذ فخرى لكلية علم النفس الإجتماعى.
- 2011 : جامعة ولاية كوستروما – أستاذ فخرى بالجامعة.
- 2014 : جامعة ولاية بيداجوجيك النفسية بموسكو – أستاذ فخرى للجامعة.
- 2014 : المعهد الدولى للمعلوماتية والإدارة العامة تم تكريمه على شرف الأستاذ الدكتورستوليفين الأستاذ الفخرى بالمعهد.[4]